# Ferdinand Bernhard Vietz
Ferdinand Bernhard Vietz, o también Lorenz Chrysanth Edler von Vest ( 18 de noviembre de 1776, Klagenfurt - † 15 de diciembre de 1840, Graz ) fue un farmacéutico, médico, artista botánico y botánico austríaco. En 1804, ocupó la primera cátedra independiente de “Farmacología estatal”, en la Universidad de Viena; abarcando medicina forense y toxicología.

## Algunas publicaciones
- 1818. Abbildungen aller medizinisch-ökonomisch-technologischen Gewächse: mit der Beschreibung ihres Gebrauches und Nutzens. Platanus - Solidago (Imágenes de todas las plantas medicinales-económico-tecnológico: con la descripción de su uso y los beneficios). Volumen 9. 118 pp. Ed. Schrämbl, con Joseph L. Kerndl
- 1817. Abbildung, Beschreibung und Gebrauch der als sicheres Heilmittel gegen den Biß toller Hunde bewährten Pflanze: Alisma Plantago Aquatica [Gemeiner Wasserwegerich, Froschlöffel] ( Ilustraciones, descripción y uso de un remedio seguro para la mordedura de perros rabiosos demostrado planta: Alisma Plantago Aquatica [plátano común del agua, Alisma]). Ed. Schrämbl. 15 pp.
- 1810. Rede zur Gedächtnissfeyer des am 14. October 1808 verstorbenen k. k. Rathes, Leibchirurgens und Professors der Chirurgie an der Universität in Wien, Herrn Ferdinand Edlen von Leber ... 23 pp.
- 1804. Programm zu den öffentlichen Vorlesungen über das Rettungsgeschäft scheintodter, und in plötzliche Lebensgefahr gerathener Menschen ....: Nebst angehängter K. K. Niederösterreichischen Regierungs-Verordnung vom 15. Junius 1803 ... Ed. Cemesina. 49 pp.
- 1800. Icones plantarum medico-oeconomico-technologicarum cum earum fructus ususque descriptione: Continens semissem primum plantarum officinalium ed. ultimae pharmacopoeae Austriaco-provincialis. Volumen 1. 223 pp.

- La abreviatura «Vietz» se emplea para indicar a Ferdinand Bernhard Vietz como autoridad en la descripción y clasificación científica de los vegetales.[1]